# 兵庫県道319号下佐曽利笹尾線
兵庫県道319号下佐曽利笹尾線（ひょうごけんどう319ごう しもさそりささおせん）は、兵庫県宝塚市から川辺郡猪名川町に至る一般県道である。

## 概要
宝塚市下佐曽利から川辺郡猪名川町笹尾字笹平井に至る。

### 路線データ
- 起点：宝塚市下佐曽利字清水ケ元（下野田橋前交差点、兵庫県道68号川西三田線交点）
- 終点：川辺郡猪名川町笹尾字笹平井（兵庫県道12号川西篠山線交点）
- 総延長：4.497 km

## 歴史
- 1993年（平成5年）5月11日 - 建設省から、県道笹尾塩瀬線の一部を塩瀬宝塚線として主要地方道に指定される[1]。

## 路線状況

### 道路施設

#### 橋梁
- 古南橋（猪名川、川辺郡猪名川町）

## 地理

### 通過する自治体
- 宝塚市
- 川辺郡猪名川町

### 交差する道路
| 交差する道路                | 市町村名 | 市町村名 | 交差する場所       | 交差する場所            |
| --------------------------- | -------- | -------- | ------------------ | ----------------------- |
| 兵庫県道68号川西三田線      | 宝塚市   | 宝塚市   | 下佐曽利字清水ケ元 | 下野田橋前交差点 / 起点 |
| 兵庫県道323号上佐曽利木器線 | 宝塚市   | 宝塚市   | 上佐曽利字小垣内   |                         |
| 兵庫県道12号川西篠山線      | 川辺郡   | 猪名川町 | 笹尾字笹平井       | 終点                    |

### 沿線
- 猪名川